# Froilán Tejerina
Froilán Tejerina Alcoba (Padcaya, Bolivia; 24 de noviembre de 1907 - Chaco Boreal, 20 de mayo de 1934) fue un militar boliviano que se convirtió en el principal protagonista del incidente del Fortín Sorpresa de febrero de 1927 junto al teniente paraguayo Adolfo Rojas Silva, quien murió luego de intentar escapar de su cautiverio.

## Biografía
Froilán Tejerina nació en comunidad tarijeña de Guayabillas perteneciente actualmente al municipio de Padcaya en el departamento de Tarija. Sus padres fueron Esteban Tejerina y Lorenza Alcoba. Huérfano a los 10 años quedó a cargo de su tía Liberata Farfán. Como muchos otros agricultores peregrinó a pie a la República Argentina para trabajar en la industria azucarera. A sus 20 años de edad, se enlistó como voluntario en las filas del Ejército de Bolivia para cumplir con el servicio militar obligatorio. Fue destinado a la región chaqueña.
El 24 de febrero de 1927, cuatro militares paraguayos al mando del teniente Adolfo Rojas Silva se acercaron a los fortines militares bolivianos y luego de entablar una conversación con el grupo de soldados fueron capturados y tomados como prisioneros.
Sin embargo los paraguayos trataron de huir y en su intento el teniente Rojas Silva fue asesinado por el cabo Froilán Tejerina, quien luego sería ascendido al grado de sargento siendo condecorado tiempos después por el propio presidente Daniel Salamanca Urey.
Con el comienzo de la guerra del Chaco en el año 1932, Tejerina acudió a combatir en dicho conflicto llegando a fallecer el 20 de mayo de 1934 en pleno campo de batalla.